# 翡翠城
翡翠城（英語：Emerald City）是法蘭克·鮑姆小說《綠野仙蹤》及其他奧茲國系列小說的虛構地點，奧茲國首都，位於奧茲國中心。

## 描述
翡翠城位於奧茲國的中心，也是東方芒奇金國黃磚路通往的盡頭。
在《綠野仙蹤》中，桃樂絲一行人來到翡翠城時，見到每個入城的人都被守門人要求戴上綠色眼鏡，認為這樣可避免眼睛被翡翠城刺眼的光芒灼傷，透過眼鏡來看，翡翠城每樣事物都是綠色的。但事實上這是魔法師奧茲的一個伎倆，他讓人民建造翡翠城後，便下令讓其子民都戴上綠色眼鏡。
在魔法師奧茲乘熱氣球離開後，翡翠城由稻草人統治，直到後來由奧茲國合法的王位繼承人奧茲瑪公主接替。
奧茲系列的第六部小說《奧茲國的翡翠城》描述了這座城市擁有9654座建築和57,318位居民。

## 靈感
鮑姆可能受到1893年芝加哥哥倫布紀念博覽會中的白城影響而塑造了小說中的翡翠城，而《綠野仙蹤》原版小說的畫家威廉·華萊士·丹斯洛也熟悉白城，他描繪翡翠城的插圖亦可能受到白城的影響。

## 可能的寓意
亨利·萊特菲爾德等一些學者猜測翡翠城是對美國首都華盛頓特區的隱喻。